# Augustyn (Pētersons)
Augustyn, imię świeckie Augusts Pētersons (ur. 17 lutego 1873, zm. 4 października 1955 w Gauting) – łotewski biskup prawosławny, zwierzchnik autonomicznego Łotewskiego Kościoła Prawosławnego w latach 1936–1941.

## Życiorys
Pochodził z łotewskiej rodziny chłopskiej. W 1895 ukończył seminarium duchowne w Rydze. W latach nauki zbierał utwory folkloru łotewskiego, zapisując 437 pieśni ludowych. Po ukończeniu seminarium pracował jako nauczyciel i psalmista cerkiewny, ożenił się. W 1904 przyjął święcenia diakońskie, a następnie kapłańskie. Służył w różnych parafiach eparchii ryskiej. W czasie I wojny światowej był kapelanem wojskowym. Od 1921 służył w soborze św. Aleksandra Newskiego w Dyneburgu i soborze Świętych Borysa i Gleba w Dyneburgu. Pracę duszpasterską łączył z pracą nauczyciela szkół podstawowych i średnich. W Dyneburgu przebywał do 1936; w tym okresie zmarła jego żona.
W październiku 1934 metropolita ryski i całej Łotwy Jan został zamordowany przez nieznanych sprawców. Locum tenens Patriarchatu Moskiewskiego metropolita Sergiusz wskazał jako locum tenens Kościoła Łotewskiego metropolitę wileńskiego i litewskiego Eleuteriusza. Pod wpływem władz łotewskich, które nie życzyły sobie dalszej zależności kanonicznej Łotewskiego Kościoła Prawosławnego od Patriarchatu Moskiewskiego, zjazd duchowieństwa i świeckich Kościoła ogłosił nieuznanie nominacji metropolity Eleuteriusza i zwrócił się do Patriarchatu Konstantynopolitańskiego z prośbą o przyjęcie Kościoła Łotewskiego w swoją jurysdykcję. Prośba ta została zaakceptowana przez patriarchę Focjusza II. Sobór nominował na nowego metropolitę ryskiego i łotewskiego protoprezbitera Pētersonsa. 
29 marca 1936 w soborze Narodzenia Pańskiego w Rydze miała miejsce jego chirotonia biskupia, w której jako konsekratorzy wzięli udział hierarchowie Patriarchatu Konstantynopolitańskiego: metropolita Thiateiry Herman, metropolita irynopolski Konstantyn, metropolita estoński Aleksander i arcybiskup pieczerski Mikołaj. Jako metropolita ryski i całej Łotwy Augustyn (Pētersons) przeprowadził chirotonie biskupie Jakuba (Karpa) i Aleksandra (Vitolsa), kontynuował działania na rzecz zapewnienia praw własności Kościoła do użytkowanych przez niego obiektów, wydał część ksiąg liturgicznych i zbiory utworów muzyki cerkiewnej w języku łotewskim.
Po aneksji Łotwy do ZSRR metropolita moskiewski i kołomieński Sergiusz skierował arcybiskupa Sergiusza (Woskriesienskiego) w celu przeprowadzenia rozmów o przyłączeniu autonomicznego Kościoła Łotewskiego do Rosyjskiego Kościoła Prawosławnego. Metropolita Augustyn zgodził się na likwidację autonomii i w 1941 został oficjalnie członkiem episkopatu Patriarchatu Moskiewskiego. Na własną prośbę przeszedł w stan spoczynku. Po ataku niemieckim na ZSRR i zajęciu ziem łotewskich przez III Rzeszę metropolita Augustyn ogłosił powrót do Patriarchatu Konstantynopolitańskiego i ponowne objęcie obowiązków metropolity. Równolegle na terytorium tym działał podległy Patriarchatowi Moskiewskiemu Egzarchat Krajów Bałtyckich kierowany przez metropolitę Sergiusza (Woskriesienskiego). We wrześniu 1944 został ewakuowany do Niemiec. Organizował opiekę duszpasterską nad prawosławnymi emigrantami z Łotwy. Formalnie wszedł w skład Rosyjskiego Kościoła Prawosławnego poza granicami Rosji. Założył Estoński Kościół Prawosławny na wygnaniu i pozostawał do śmierci jego zwierzchnikiem. Zmarł po chorobie w Gauting i tam został pochowany. 10 sierpnia 2011, po uprzedniej ekshumacji, został pochowany ponownie na cmentarzu w Kose, obok swoich rodziców, zgodnie z wyrażonym za życia pragnieniem, by jego szczątki przewieziono na Łotwę po odzyskaniu przez nią niepodległości.